# اینیشا
اینیشا (به لاتین: Inisha) یک منطقهٔ مسکونی در روسیه است که در شهرستان لاکسکی واقع شده‌است.